# Данилов, Владимир Михайлович
Влади́мир Миха́йлович Дани́лов (29 января 1931, Суна, Янишпольское сельское поселение — 2000, Петрозаводск) — российский писатель, журналист, Заслуженный работник культуры Карельской АССР.

## Биография
Родился в семье служащего, окончил школу в посёлке Чупа.
В 1949 году окончил Петрозаводский библиотечный техникум, в 1954 году — Петрозаводский государственный университет.
Работал в редакции республиканской газеты «Юный ленинец», на Карельском радио редактором, корреспондентом ТАСС по Карельской АССР. В 1968 году по сценарию В. М. Данилова был снят документальный фильм «Земля Карельская».
В 1979 году присвоено звание Заслуженного работника культуры Карельской АССР. В 1982 году принят в Союз писателей СССР.
В 1982—1991 годах — литературный консультант Союза писателей Карельской АССР.
Произведения писателя печатались в журналах «Вокруг света», «Carelia», «Север», «Юный натуралист».

## Память
Имя Владимира Михайловича Данилова присвоено в 2005 году Петрозаводской центральной детской библиотеке.